# The New Manager
The New Manager è un cortometraggio muto del 1911 diretto da R.F. Baker.
È il primo film di Bryant Washburn, un attore di Chicago (città dove si trovavano gli studios dell'Essanay) che, nella sua carriera, girerà oltre 350 film.

## Produzione
Il film fu prodotto dalla Essanay Film Manufacturing Company.

## Distribuzione
Distribuito dalla General Film Company, il film - un cortometraggio in una bobina - uscì nelle sale cinematografiche degli Stati Uniti il 4 agosto 1911.